# Mamestra dentata
Mamestra dentata là một loài bướm đêm trong họ Noctuidae.